# Pomachromis
Pomachromis is een geslacht van straalvinnige vissen uit de familie van rifbaarzen of koraaljuffertjes (Pomacentridae). Het geslacht is voor het eerst wetenschappelijk beschreven in 1974 door Allen & Randall.

## Soorten
- Pomachromis exilis (Allen & Emery, 1973)
- Pomachromis fuscidorsalis Allen & Randall, 1974
- Pomachromis guamensis Allen & Larson, 1975
- Pomachromis richardsoni (Snyder, 1909)